# Окулар
Окулар (лат. ocularis очни) је сочиво или систем сочива кроз који се гледа слика предмета коју ствара нека оптичка направа.
Окулар омогућује гледање слике с мање удаљености него што би било могуће простим оком, па се тиме постиже и већи видни угао, тј. предмет чију слику гледамо изгледа већи.
Због потребе за побољшавањем оптичких својстава током времена је развијено много типова окулара, а најпознатији су:
- Хајгенсов
- Рамсденов
- Келнеров
- Абеов ортоскопски
- Плеслов

## Gallery
- Galilean eyepiece
- Kepler eyepiece
- Dolond eyepiece
- Herschel eyepiece
- Huygens eyepiece
- Ramsden eyepiece
- Kellner eyepiece
- Plössl eyepiece
- Steinheil eyepiece
- Monocentric eyepiece
- Orthoscopic  eyepiece
- König eyepiece
- Erfle eyepiece
- RKE eyepiece
- Nagler eyepieces
- Nagler eyepiece